# Sam Page
Samuel Page (* 5. listopadu 1976, Whitefish Bay, Wisconsin, Spojené státy americké), rozený Samuel L. Elliott, je americký herec. Proslavil se rolemi v seriálech Šílenci z Manhattanu, Zoufalé manželky, Dům z karet, Záměna, Scandal, Nezdolná Kimmy Schmidt, Super drbna a Troufalky.

## Životopis
Narodil se ve Whitefish Bay ve Wisconsinu. Byl kapitánem fotbalového i baseballového týmu na střední škole Whitefish Bay High School. Na Princetonské univerzitě získal v roce 1998 titul BA v ekologii a evoluční biologii.

## Kariéra
Po absolvování univerzity se rozhodl stát hercem, přestože s herectvím neměl žádné zkušenosti. Objevil se v seriálech jako Popular, Sedmé nebe, Undressed nebo Muži, ženy a psi. V roce 2002 byl obsazen do role Treye Kenyona v telenovele All My Children.
Vedlejší roli si zahrál v seriálu American Dreams a hostující role měl například v seriálech Kriminálka Miami nebo Wicked Science. V roce 2005 byl obsazen do role Jesseho Parkera v seriálu stanice Fox Point Pleasant. V roce 2006 získal hlavní roli v seriálu CBS Žralok. Roli Joana Hollowaye hrál během let 2008 až 2012 v seriálu Šílenci na Manhattanu. V roce 2010 si zahrál roli Sama v seriálu stanice ABC Zoufalé manželky. Během let 2010 až 2011 si zahrál v několika dílech seriálu Greek. Objevil se také ve čtyřech dílech seriálu Super drbna.
V roce 2013 se připojil k obsazení seriálu Dům z karet. Od roku 2017 hraje jednu z hlavních rolí Richarda Huntera v seriálu stanice Freeform Troufalky.

## Osobní život
V roce 2014 si vzal Cassidy Boesch ve vile nedaleko Santa Barbary v Kalifornii. Dne 27. září 2016 Sam oznámil narození syna Logana. Dne 11. srpna 2018 se jim narodila dvojčata, holčičky.

## Filmografie

### Film
| Rok  | Název                            | Role            | Poznámky            |
| ---- | -------------------------------- | --------------- | ------------------- |
| 2000 | Prison of the Dead               | Calvin          |                     |
| 2001 | Bratrstvo                        | Chris Chandler  |                     |
| 2001 | Microscopic Boy                  | Blake           |                     |
| 2005 | Wish You Were Here               | David Dunsmore  |                     |
| 2005 | Cruel World                      | Daniel Anderson |                     |
| 2009 | Slave                            | David Dunsmore  |                     |
| 2009 | Falling Up                       | Dolar           |                     |
| 2010 | The United Monster Talent Agency | David           | krátkometrážní film |
| 2011 | Starsucker                       | Pete Thump      | krátkometrážní film |
| 2011 | A Proper Send-Off                | Paul            | krátkometrážní film |
| 2014 | Serial Daters Anonymous          | Kyle            |                     |
| 2015 | 1915                             | James           |                     |
| 2015 | Nesmrtelný                       | Carl            |                     |
| 2015 | The Preppie Connection           | Pan Jennings    |                     |
| 2015 | Vražedný plán                    | Justin Price    |                     |
| 2016 | The Tiger Hunter                 | Kenneth Porter  |                     |
| 2018 | Te amo pra Cachorro              | Keith           |                     |
| 2022 | Stud stranou                     | Ed              |                     |

### Televize
| Rok        | Název                                          | Role               | Poznámky                              |
| ---------- | ---------------------------------------------- | ------------------ | ------------------------------------- |
| 1999       | Popular                                        | Stone Cold Fox Boy | 3 díly                                |
| 1999–2000  | Sedmé nebe                                     | Brad Landers       | 3 díly                                |
| 2000       | Undressed                                      | Sam                | 8 dílů                                |
| 2001       | Muži, ženy a psi                               | Tom                | díl: „The Magic Three-Legged Sex Dog“ |
| 2002–2003  | All My Children                                | Trey Kenyon        | 11 dílů                               |
| 2003–2004  | American Dreams                                | Drew Mandel        | 12 dílů                               |
| 2005–2006  | Point Pleasant                                 | Jesse Parker       | hlavní role, 13 dílů                  |
| 2005       | Kriminálka Miami                               | Jeff Marshall      | díl: „Kořist“                         |
| 2006–2007  | Žralok                                         | Casey Woodland     | hlavní role (1. řada), 22 dílů        |
| 2008       | Finish Line                                    | Mitch Camponella   | TV film                               |
| 2008       | Imaginary Bitches                              | Riley              | díl: „Only Crazy Girls Quife“         |
| 2008–2012  | Šílenci z Manhattanu                           | Greg Harris        | 9 dílů                                |
| 2009       | Kriminálka New York                            | Liam Connover      | díl: „Selhání komunikace“             |
| 2009       | Melrose Place                                  | Victor             | díl: „Vine“                           |
| 2010–2011  | Greek                                          | Joel               | 4 díly                                |
| 2010       | Zoufalé manželky                               | Sam Allen          | 7 dílů                                |
| 2010       | Super drbna                                    | Colin Forrester    | 4 díly                                |
| 2010       | The Event                                      | Rick               | díl: „Casualties of War“              |
| 2010       | Castle na zabití                               | Brian Elliott      | díl: „Poslední láhev“                 |
| 2011       | Anatomie lži                                   | George Walker      | díl: „Skvělá partie“                  |
| 2011       | Up All Night                                   | Dr. Goddard        | díl: „Birth“                          |
| 2011       | Annie Claus Is Coming to Town                  | Ted                | TV film                               |
| 2012, 2015 | Záměna                                         | Craig Tebbe        | 9 dílů                                |
| 2012       | Laskavý dotek                                  | TJ Braswell        | díl: „Turn the Page“                  |
| 2012       | Imaginary Friend                               | Robert             | TV film                               |
| 2012       | Poslední základna                              | Kylieho bratr      | díl: „Cinderella Liberty“             |
| 2013       | In the Dark                                    | Jeff               | TV film                               |
| 2013       | Scandal                                        | Will Caldwell      | díl: „Boom Goes the Dynamite“         |
| 2013       | Necessary Roughness                            | Sam Conte          | 2 díly                                |
| 2014       | Dům z karet                                    | Connor Ellis       | 5 dílů                                |
| 2014       | The Mindy Project                              | Andy               | díl: „Mindy and Danny"                |
| 2015       | Stalker                                        | Mike Harris        | díl: „My Hero“                        |
| 2015       | Adam Ruins Everything                          | Dr. Todd Bodd      | díl: „Adam Ruins Nutrition“           |
| 2016       | All Things Valentine                           | Brendan            | TV film (Hallmark)                    |
| 2016       | Nezdolná Kimmy Schmidt                         | Keith Habersohl    | díl: „Kimmy Walks Into a Bar!“        |
| 2017–2021  | Troufalky                                      | Richard Hunter     | hlavní role, 42 dílů                  |
| 2017       | Cyklostezka k lásce                            | Keith              | TV film (Hallmark)                    |
| 2017       | The Perfect Christmas Present                  | Tom Jacobs         | TV film (Hallmark)                    |
| 2017       | Šaty pro princeznu                             | Princ Jeffrey      | TV film (Hallmark)                    |
| 2019       | Příběh Pravé lásky                             | Sawyer             | TV film (Hallmark)                    |
| 2019       | Christmas in Rome                              | Oliver Martin      | TV film (Hallmark)                    |
| 2019       | My One and Only                                | Alec Fletcher      | TV film (Hallmark)                    |
| 2020       | A Godwink Christmas: Second Chance, First Love | Pat Godfrey        | TV film (Hallmark)                    |
| 2021       | Joy for Christmas                              | Jack Kane          | TV film (Hallmark)                    |
| 2021       | One Summer                                     | Jack Armstrong     | TV film (Hallmark)                    |